# Бударёва, Людмила
Людмила Бударёва (н.-луж. Ludmila Budarjowa, 7 апреля 1949 года, Остро, Верхняя Лужица, Германия) — лужицкий учёный и педагог. Специализируется в славистике, русистике и сорабистике. Председатель Общества лужицких школ.

## Биография
Родилась 7 апреля 1949 года в лужицкой деревне Остро. В 1967 году окончила среднюю школу, после чего с 1967 года по 1971 год изучала славистику, русистику, сорабистику и педагогику в Лейпцигском и Воронежском университетах. С 1971 года по 1974 года работала учителем в Гёде. В 1989-90 годах принимала участие в деятельности Лужицкого национального собрания, которое выступало за реформирование лужицкой культурно-общественной организации «Домовина». С 1990 года была заместителем председателя и с 1995 года по 2003 год — руководителем одного из отдела «Домовины». С 1991 года возглавляла Общество сербских школ (Serbske šulske towarstwo). С 2007 года по 2012 год была членом Попечительского совета Премии имени Якуба Чишинского. С 2004 года до выхода на пенсию в 2012 году работала научным сотрудником в отделе языкознания Сербского института.
В настоящее время является членом Верхнелужицкой языковой комиссии.

## Сочинения
- Słownik hornjoserbsko-němski / Wörterbuch Obersorbisch-deutsch. Leiterin des Autorenkollektivs: Ludmila Budarjowa; Autoren: Bjarnat Rewjerk, Kata Malinkowa, Lora Kowarjowa, Budyšin, LND, 1990, S. 319
- Zum sorbischen Schulwesen in Deutschland unter besonderer Darstellung der aktuellen Situation im Freistaat Sachsen. Autoren: Ludmila Budar, Sebastian Handrick, Helge Paulig und Helene Pech, in: EUROPA REGIONAL 10 (2002) 2, Institut für Länderkunde Leipzig (Hrsg.), S. 75-80
- Wuwiće serbsko-němskeje dwurěčnosće pola předšulskich dźěći — metody přepytowanja a prěnje wuslědki. / Die Entwicklung der sorbisch-deutschen Zweisprachigkeit bei Vorschulkindern — Untersuchungsmethoden und erste Ergebnisse. Ludmila Budar und Jana Šołćina In: Rozhlad 55, 9/10, S. 349—359
- 10 Jahre Witaj® — Modellprojekt des Sorbischen Schulvereins e.V. In: Witaj a 2plus wužadanje za přichod / Witaj und 2plus — eine Herausforderung für die Zukunft. Sorbischer Schulverein e.V., Bautzen 2009, S. 28-43
- 20 lět Serbske šulske towarstwo z.t. : 20 Jahre Sorbischer Schulverein e.V. Serbske šulske towarstwo/Sorbischer Schulverein, Bautzen 2010

## Награды
- Саксонская конституционная медаль (26.05.2001).